# Jerzy Rzedowski
Jerzy Rzedowski (Leópolis, 27 de dezembro de 1926 – Pátzcuaro, 28 de março de 2023) foi um botânico mexicano, cujo foco era a florística, taxonomia e ecologia mexicanas. Ele nasceu em Leópolis, Polónia (hoje na Ucrânia). E foi casado com a botânica Graciela Calderón (1931).

## Carreira
Rzedowski trabalhou na Syntex em 1953. De 1954 a 1959 foi nomeado professor da Universidad Autónoma de San Luis Potosí e diretor do Instituto de Investigación de Zonas Desérticas dessa universidade. Em 1959 mudou-se para o Colegio de Postgraduados de Chapingo, México como professor-investigador e depois em 1961 foi nomeado professor na Escuela Nacional de Ciencias Biológicas del Instituto Politécnico Nacional, onde permaneceu até 1984. Em seguida, fundou o Centro Regional del Bajío , Instituto de Ecología, Pátzcuaro, Michoacán.
Na época em que começou a trabalhar na florística mexicana , pouquíssimos estudos foram publicados nesse campo, por isso ele se tornou um pioneiro. Sua pesquisa envolveu um extenso trabalho de campo. Depois, ele se tornou o botânico mais respeitado do México. Ele explorou muitos lugares pesquisando a vida vegetal local e coletou mais de 50 000 espécimes que podem ser encontrados em muitos herbários. Ele também contribuiu significativamente para a taxonomia de Burseraceae e Compositae.
Rzedowski também forneceu liderança para a comunidade botânica no México e internacionalmente. Ele foi significativo no redesenvolvimento da Sociedad Botanica de Mexico e organizou o Primeiro Congresso Botânico Mexicano em 1960. Em 1988, ele lançou a revista científical Acta Botánica Mexicana.

## Publicações
Rzedowski foi autor de Vegetación de México (1971) e coeditor e coautor de Flora Fanerogámica del Valle de México (1979; 2001, 2ª edição) e de Flora del Bajío y de Regiones Adyacentes (1991–).

## Homenagens
Em 1995, ele foi premiado com o Prêmio Asa Gray. Em 1999 foi um dos botânicos a quem foi atribuído o Millennium Botany Award. Em 2005, juntamente com Graciela Calderón de Rzedowski, foi premiado com a Medalha José Cuatrecasas de Excelência em Botânica Tropical.
Os herbários do Instituto Politécnico Nacional e da Universidad Autónoma de Querétaro levam o nome de Rzedowski, assim como o jardim botânico da Universidad Autónoma Agraria Antonio Narro.
Os seguintes táxons foram nomeados em sua homenagem:
- Agave rzedowskiana
- Anthurium rzedowskii
- Bernardia rzedowskii
- Bouvardia rzedowskii
- Bursera rzedowskii
- Canthon rzedowskii
- Cercocarpus rzedowskii
- Commelina rzedowskii
- Crotalaria rzedowskii
- Croton rzedowskii
- Dalea rzedowskii
- Dioon rzedowskii
- Eleocharis rzedowskii
- Euphorbia rzedowskii
- Galium rzedowskii
- Habenaria rzedowskiana
- Jatropha rzedowskii
- Magnolia rzedowskiana
- Pachyphytum rzedowskii
- Pinus rzedowskii
- Psilocybe rzedowskii
- Rondeletia rzedowskii
- Rzedowskia tolantonguensis[4]
- Schoenocaulon rzedowskii
- Sedum jerzedowskii

## Morte
Rzedowski morreu no dia 28 de março de 2023, aos 96 anos.